# Antennella siliquosa
Antennella siliquosa is een hydroïdpoliep uit de familie Halopterididae. De poliep komt uit het geslacht Antennella. Antennella siliquosa werd in 1877 voor het eerst wetenschappelijk beschreven door Hincks. 